# Tangara de Goering
Poospiza goeringi
Espèce
Statut de conservation UICN

 NT D2 : Quasi menacé
Le Tangara de Goering (Poospiza goeringi) est une espèce de passereaux appartenant à la famille des Thraupidae.
Son nom rend hommage au naturaliste allemand Anton Goering (1836-1905).

## Répartition et habitat
Il est endémique au Venezuela. Il vit dans les forêts de nuages et les forêts naines entre 2 600 et 3 200 m d'altitude.
Il est menacé par la perte de son habitat.